# Bedřich Schejbal
Bedřich Schejbal (født 12. august 1874, ukendt dødsdato) var en bøhmisk fægter, som deltog i to olympiske lege inden første verdenskrig.

## Fægtekarriere
Schejbal deltog i tre konkurrencer ved OL 1908 i London, og i den individuelle kårdekonkurrence nåede han ikke videre fra første runde. I den individuelle sabelkonkurrence nåede han til anden runde, mens han i holdkonkurrencen, som blev afviklet efter bergvallsystemet, var med for Bøhmen, der først vandt over Nederlandene og derpå i semifinalen over Frankrig, men så tabte i finalen til Ungarn, der fik guld. Italien, som havde tabt til Ungarn i semifinalen, vandt derpå over Tyskland, som havde tabt til Ungarn tidligere, og blev nummer to, mens Bøhmen blev nummer tre. Bøhmens hold bestod derudover af brødrene Vlastimil Lada-Sázavský og Otakar Lada samt Vilém Goppold von Lobsdorf og František Dušek.
Han deltog også i OL 1912 i Stockholm, hvor han kun stillede op i sabelholdkonkurrencen og her var med til at få Bøhmen i finalerunden, hvor de dog blev nummer fire og sidst.